# Primera División Femenina de España 2016-17
La temporada 2016-17 (también conocida como LaLiga Iberdrola por motivos de patrocinio) fue la 29.ª edición de la Primera División Femenina de España de fútbol. El torneo lo organiza la Liga de Fútbol Profesional (LFP). Se dio inicio a la competición el 3 de septiembre de 2016 y finalizó el 21 de mayo de 2017.
El Atlético de Madrid se proclamó campeón por segunda vez en su historia, siendo además campeón invicto.

## Sistema de competición
La competición la disputan 16 equipos, que juegan todos contra todos a doble partido (un partido en el campo de cada equipo), según el calendario previamente establecido por sorteo.
Los equipos puntúan en función de sus resultados: tres puntos por partido ganado, uno por el empate y ninguno por las derrotas. El club que sume más puntos al término del campeonato se proclama campeón de liga y obtiene una plaza en la Liga de Campeones Femenina para la próxima temporada, a él se le suma el segundo clasificado. Asimismo, los ocho primeros clasificados disputan la Copa de la Reina al término de la liga. Los dos últimos clasificados descienden a segunda división femenina.

## Ascensos y descensos
| Pos. | Descendidos de 1.ª División |
| ---- | --------------------------- |
| 15.º | Oviedo Moderno C.F.         |
| 16.º | U.D. Collerense             |

| Pos. | Ascendidos de 2.ª División |
| ---- | -------------------------- |
| 1.º  | Real Betis Féminas         |
| 2.º  | U.D. Tacuense              |

## Información de los equipos
| Equipo                   | Ciudad                     | Entrenador           | Estadio                                        | Aforo | Marca   | Patrocinador           |
| ------------------------ | -------------------------- | -------------------- | ---------------------------------------------- | ----- | ------- | ---------------------- |
| Athletic Club            | Bilbao                     | Joseba Agirre        | Instalaciones de Lezama                        | 1.500 | Nike    | Euskaltel              |
| Atlético de Madrid       | Madrid                     | Ángel Villacampa     | Miniestadio Cerro del Espino                   | 3.500 | Nike    | Herbalife              |
| Fundación Albacete       | Albacete                   | Milagros Martínez    | Ciudad deportiva Andrés Iniesta                | 3.000 | Hummel  | Nexus Energía          |
| F. C. Barcelona          | Barcelona                  | Xavi Llorens         | Ciudad deportiva Joan Gamper                   | 950   | Nike    | Qatar Airways          |
| Levante U.D.             | Valencia                   | Andrés Tudela        | El Terrer                                      | 400   | Nike    | Diputación de Valencia |
| Oiartzun K.E.            | Oyarzun                    | Gari Argote          | Karla Lekuona                                  | 1.000 | Gedo    | Easo Motor             |
| Rayo Vallecano           | Madrid                     | Miguel Ángel Quejigo | Ciudad deportiva Rayo Vallecano                | 2.500 | Kelme   | -                      |
| Real Betis Féminas       | Sevilla                    | María Pry            | Ciudad deportiva Luis del Sol                  | 3.500 | Adidas  | UED Sports             |
| R. C. D. Espanyol        | Barcelona                  | Rubén Rodríguez      | Ciutat Esportiva Dani Jarque                   | 1.000 | Puma    | Cancún, EMB            |
| Real Sociedad            | San Sebastián              | Igor San Miguel      | Instalaciones de Zubieta                       | 2.500 | Adidas  | La Gula del Norte      |
| Santa Teresa C.D.        | Badajoz                    | Juan Carlos Antúnez  | Instalaciones deportivas municipales El Vivero | 800   | Luanvi  | Al Corte               |
| Sporting de Huelva       | Huelva                     | Antonio Toledo       | Campos Federativos de La Orden                 | 800   | Mercury | Cajasol                |
| U.D. Granadilla Tenerife | Granadilla de Abona        | Antonio Ayala        | La Hoya del Pozo (El Médano)                   | 1.500 | Mercury | Egatesa                |
| U.D. Tacuense            | San Cristóbal de La Laguna | Emiliano Hernández   | Campo de fútbol Pablos Abril                   | 2.000 | Adidas  | Canarifly              |
| Valencia C. F.           | Valencia                   | Cristian Toro        | Estadio municipal Antonio Puchades             | 3.000 | Adidas  | Bein Sports            |
| Zaragoza C.F.F.          | Zaragoza                   | Alberto Berna        | Estadio Pedro Sancho                           | 1.000 | Adidas  | Transportes Alcaine    |

## Equipos por comunidad autónoma
| Com. autónoma      | N.º | Equipos                                      |
| ------------------ | --- | -------------------------------------------- |
| País Vasco         | 3   | Athletic Club, Oiartzun K.E. y Real Sociedad |
| Andalucía          | 2   | Sporting de Huelva y Real Betis Féminas      |
| Cataluña           | 2   | F. C. Barcelona y R. C. D. Espanyol          |
| Com. de Madrid     | 2   | Atlético de Madrid y Rayo Vallecano          |
| Com. Valenciana    | 2   | Levante U.D. y Valencia C. F.                |
| Islas Canarias     | 2   | U.D. Granadilla Tenerife y U.D. Tacuense     |
| Aragón             | 1   | Zaragoza C.F.F.                              |
| Castilla-La Mancha | 1   | Fundación Albacete                           |
| Extremadura        | 1   | Santa Teresa C.D.                            |

## Clasificación
|  |     | Equipos                |             | Pts. | PJ | PG | PE | PP | GF | GC | Dif. |
|  | --- | ---------------------- | ----------- | ---- | -- | -- | -- | -- | -- | -- | ---- |
|  | 1.  | Atlético de Madrid (C) | Sin cambios | 78   | 30 | 24 | 6  | 0  | 91 | 17 | +74  |
|  | 2.  | F. C. Barcelona        | Sin cambios | 75   | 30 | 24 | 3  | 3  | 98 | 13 | +85  |
|  | 3.  | Valencia C. F.         | Sin cambios | 68   | 30 | 20 | 8  | 2  | 69 | 11 | +58  |
|  | 4.  | Levante U.D.           | Sin cambios | 57   | 30 | 18 | 3  | 9  | 53 | 49 | +4   |
|  | 5.  | Athletic Club          | Sin cambios | 53   | 30 | 16 | 5  | 9  | 64 | 44 | +20  |
|  | 6.  | U.D.G. Tenerife        | Sin cambios | 46   | 30 | 13 | 7  | 10 | 53 | 41 | +12  |
|  | 7.  | Rayo Vallecano         | Sin cambios | 43   | 30 | 14 | 1  | 15 | 49 | 53 | -4   |
|  | 8.  | Real Sociedad          | Sin cambios | 42   | 30 | 12 | 6  | 12 | 44 | 34 | +10  |
|  | 9.  | Santa Teresa C.D.      | Sin cambios | 36   | 30 | 10 | 6  | 14 | 28 | 46 | -18  |
|  | 10. | Sporting de Huelva     | Sin cambios | 35   | 30 | 9  | 8  | 13 | 47 | 56 | -9   |
|  | 11. | Real Betis Féminas     | Sin cambios | 34   | 30 | 10 | 4  | 16 | 36 | 51 | -15  |
|  | 12. | Zaragoza C.F.F.        | Sin cambios | 32   | 30 | 8  | 8  | 14 | 31 | 65 | -34  |
|  | 13. | R. C. D. Espanyol      | Sin cambios | 23   | 30 | 5  | 8  | 17 | 30 | 60 | -30  |
|  | 14. | Fundación Albacete     | Sin cambios | 20   | 30 | 5  | 5  | 20 | 37 | 76 | -39  |
|  | 15. | Oiartzun K.E. (D)      | Sin cambios | 18   | 30 | 4  | 6  | 20 | 23 | 74 | -51  |
|  | 16. | U.D. Tacuense (D)      | Sin cambios | 15   | 30 | 3  | 6  | 21 | 22 | 85 | -63  |

(C) Campeón (D) Descendido
|  | Clasificado para la Liga de Campeones 2017-18 y la Copa de la Reina 2017 |
|  | Clasificado para la Copa de la Reina 2017                                |
|  | Desciende a segunda división 2017-18                                     |

### Evolución de la clasificación
| Equipo / Jornada   | 1  | 2  | 3  | 4  | 5  | 6  | 7  | 8  | 9  | 10 | 11 | 12 | 13 | 14 | 15 | 16 | 17 | 18 | 19 | 20 | 21 | 22 | 23 | 24 | 25 | 26 | 27 | 28 | 29 | 30 |
| Equipo / Jornada   |    |    |    |    |    |    |    |    |    |    |    |    |    |    |    |    |    |    |    |    |    |    |    |    |    |    |    |    |    |    |
| ------------------ | -- | -- | -- | -- | -- | -- | -- | -- | -- | -- | -- | -- | -- | -- | -- | -- | -- | -- | -- | -- | -- | -- | -- | -- | -- | -- | -- | -- | -- | -- |
| Atlético de Madrid | 5  | 5  | 4  | 2  | 2  | 1  | 1  | 1  | 2  | 2  | 2  | 2  | 2  | 1  | 1  | 1  | 1  | 1  | 1  | 1  | 1  | 1  | 1  | 1  | 2  | 2  | 2  | 2  | 1  | 1  |
| F. C. Barcelona    | 2  | 1  | 1  | 1  | 1  | 2  | 2  | 2  | 1  | 1  | 1  | 1  | 1  | 2  | 2  | 2  | 2  | 2  | 2  | 2  | 2  | 2  | 2  | 2  | 1  | 1  | 1  | 1  | 2  | 2  |
| Valencia C. F.     | 1  | 2  | 2  | 3  | 3  | 3  | 3  | 3  | 4  | 4  | 4  | 4  | 4  | 4  | 4  | 4  | 4  | 3  | 3  | 3  | 3  | 3  | 3  | 3  | 3  | 3  | 3  | 3  | 3  | 3  |
| Levante U.D.       | 8  | 6  | 5  | 5  | 5  | 4  | 4  | 4  | 3  | 3  | 3  | 3  | 3  | 3  | 3  | 3  | 3  | 4  | 4  | 4  | 4  | 4  | 4  | 4  | 4  | 4  | 4  | 4  | 4  | 4  |
| Athletic Club      | 4  | 3  | 3  | 4  | 4  | 5  | 6  | 6  | 6  | 6  | 6  | 6  | 6  | 5  | 5  | 5  | 5  | 5  | 5  | 5  | 5  | 5  | 5  | 5  | 5  | 5  | 5  | 5  | 5  | 5  |
| U.D.G. Tenerife    | 15 | 14 | 8  | 8  | 7  | 6  | 5  | 5  | 5  | 5  | 5  | 5  | 5  | 6  | 6  | 6  | 6  | 6  | 6  | 6  | 6  | 6  | 6  | 6  | 6  | 6  | 6  | 6  | 6  | 6  |
| Rayo Vallecano     | 13 | 16 | 16 | 16 | 16 | 16 | 13 | 10 | 9  | 11 | 9  | 8  | 9  | 7  | 8  | 8  | 7  | 7  | 8  | 8  | 7  | 7  | 8  | 8  | 8  | 7  | 8  | 8  | 7  | 7  |
| Real Sociedad      | 10 | 9  | 11 | 11 | 9  | 9  | 9  | 8  | 11 | 10 | 11 | 11 | 10 | 11 | 12 | 12 | 10 | 10 | 10 | 10 | 10 | 9  | 7  | 7  | 7  | 8  | 7  | 7  | 8  | 8  |
| Santa Teresa C.D.  | 3  | 8  | 6  | 6  | 6  | 7  | 7  | 7  | 7  | 8  | 8  | 10 | 11 | 10 | 10 | 9  | 8  | 9  | 7  | 7  | 8  | 8  | 9  | 9  | 9  | 9  | 9  | 9  | 9  | 9  |
| Sporting de Huelva | 6  | 4  | 7  | 7  | 8  | 8  | 8  | 9  | 8  | 7  | 7  | 7  | 7  | 8  | 7  | 7  | 9  | 8  | 9  | 9  | 9  | 10 | 10 | 11 | 11 | 11 | 11 | 11 | 10 | 10 |
| Real Betis Féminas | 11 | 10 | 12 | 14 | 10 | 10 | 10 | 12 | 12 | 12 | 12 | 12 | 12 | 12 | 11 | 10 | 11 | 11 | 11 | 11 | 11 | 11 | 12 | 12 | 12 | 12 | 12 | 10 | 11 | 11 |
| Zaragoza C.F.F.    | 16 | 15 | 13 | 12 | 14 | 11 | 11 | 11 | 10 | 9  | 10 | 9  | 8  | 9  | 9  | 11 | 12 | 12 | 12 | 12 | 12 | 12 | 11 | 10 | 10 | 10 | 10 | 12 | 12 | 12 |
| R. C. D. Espanyol  | 7  | 11 | 14 | 15 | 15 | 15 | 15 | 16 | 16 | 13 | 13 | 14 | 14 | 14 | 13 | 14 | 15 | 15 | 15 | 15 | 15 | 15 | 15 | 15 | 15 | 14 | 13 | 13 | 13 | 13 |
| Fundación Albacete | 12 | 7  | 9  | 10 | 12 | 13 | 14 | 14 | 14 | 15 | 14 | 13 | 13 | 13 | 14 | 13 | 13 | 13 | 14 | 14 | 14 | 14 | 14 | 14 | 14 | 15 | 15 | 15 | 14 | 14 |
| Oiartzun K.E.      | 9  | 12 | 10 | 9  | 11 | 12 | 12 | 13 | 13 | 14 | 15 | 15 | 15 | 16 | 15 | 15 | 14 | 14 | 13 | 13 | 13 | 13 | 13 | 13 | 13 | 13 | 14 | 14 | 15 | 15 |
| U.D. Tacuense      | 14 | 13 | 15 | 13 | 13 | 14 | 16 | 15 | 15 | 16 | 16 | 16 | 15 | 15 | 16 | 16 | 16 | 16 | 16 | 16 | 16 | 16 | 16 | 16 | 16 | 16 | 16 | 16 | 16 | 16 |

## Resultados

### Primera vuelta
| Athletic Club            | 2-0 | Fundación Albacete | Instalaciones de Lezama | 3 de septiembre | 15:00 | [ 2 ] |
| Atlético de Madrid       | 2-0 | Rayo Vallecano     | Cerro del Espino        | 3 de septiembre | 17:15 | [ 3 ] |
| Valencia C.F.            | 5-0 | Zaragoza C.F.F.    | Antonio Puchades        | 4 de septiembre | 11:00 | [ 4 ] |
| Santa Teresa C.D.        | 3-0 | U.D. Tacuense      | I.D.M. El Vivero        | 4 de septiembre | 11:45 | [ 5 ] |
| Levante U.D.             | 0-0 | Real Sociedad      | El Terrer               | 4 de septiembre | 12:00 | [ 6 ] |
| Oiartzun K.E.            | 0-0 | R. C. D. Espanyol  | Karla Lekuona           | 4 de septiembre | 12:00 | [ 7 ] |
| U.D. Granadilla Tenerife | 0-4 | F.C. Barcelona     | La Hoya del Pozo        | 4 de septiembre | 13:00 | [ 8 ] |
| Real Betis Féminas       | 3-4 | Sporting de Huelva | C.D. Luis del Sol       | 4 de septiembre | 18:00 | [ 9 ] |

| Zaragoza C.F.F.    | 2-2 | Atlético de Madrid       | Pedro Sancho             | 10 de septiembre | 10:45 | [ 10 ] |
| Rayo Vallecano     | 0-2 | Levante U.D.             | C.D. Rayo Vallecano      | 10 de septiembre | 16:00 | [ 11 ] |
| Sporting de Huelva | 1-1 | Athletic Club            | Campos Fed. de La Orden  | 11 de septiembre | 11:00 | [ 12 ] |
| Real Sociedad      | 0-0 | U.D. Granadilla Tenerife | Instalaciones de Zubieta | 11 de septiembre | 11:30 | [ 13 ] |
| Fundación Albacete | 2-0 | Oiartzun K.E.            | C.D. Andrés Iniesta      | 11 de septiembre | 11:30 | [ 14 ] |
| R. C. D. Espanyol  | 0-2 | Valencia C.F.            | C.D. Dani Jarque         | 11 de septiembre | 12:15 | [ 15 ] |
| U.D. Tacuense      | 0-0 | Real Betis Féminas       | Pablos Abril             | 11 de septiembre | 13:00 | [ 16 ] |
| F.C. Barcelona     | 6-0 | Santa Teresa C.D.        | C.D. Joan Gamper         | 11 de septiembre | 16:00 | [ 17 ] |

| Valencia C.F.            | 4-0 | Fundación Albacete | Antonio Puchades        | 24 de septiembre | 10:45 | [ 18 ] |
| Santa Teresa C.D.        | 3-0 | Real Betis Féminas | I.D.M. El Vivero        | 24 de septiembre | 16:00 | [ 19 ] |
| Levante U.D.             | 3-0 | Zaragoza C.F.F.    | El Terrer               | 24 de septiembre | 17:00 | [ 20 ] |
| Athletic Club            | 7-0 | U.D. Tacuense      | Instalaciones de Lezama | 25 de septiembre | 11:30 | [ 21 ] |
| Oiartzun K.E.            | 1-1 | Sporting de Huelva | Karla Lekuona           | 25 de septiembre | 12:00 | [ 22 ] |
| U.D. Granadilla Tenerife | 4-1 | Rayo Vallecano     | La Hoya del Pozo        | 25 de septiembre | 13:00 | [ 23 ] |
| F.C. Barcelona           | 2-0 | Real Sociedad      | C.D. Joan Gamper        | 25 de septiembre | 16:00 | [ 24 ] |
| Atlético de Madrid       | 6-0 | R. C. D. Espanyol  | Cerro del Espino        | 25 de septiembre | 16:30 | [ 25 ] |

| R. C. D. Espanyol  | 1-3 | Levante U.D.             | C.D. Dani Jarque         | 1 de octubre | 10:45 | [ 26 ] |
| Real Betis Féminas | 1-2 | Athletic Club            | C.D. Luis del Sol        | 1 de octubre | 16:00 | [ 27 ] |
| Real Sociedad      | 0-1 | Santa Teresa C.D.        | Instalaciones de Zubieta | 2 de octubre | 12:00 | [ 28 ] |
| U.D. Tacuense      | 3-3 | Oiartzun K.E.            | Pablos Abril             | 2 de octubre | 12:00 | [ 29 ] |
| Zaragoza C.F.F.    | 1-1 | U.D. Granadilla Tenerife | Pedro Sancho             | 2 de octubre | 12:00 | [ 30 ] |
| Sporting de Huelva | 0-0 | Valencia C. F.           | Campos Fed. de La Orden  | 2 de octubre | 12:30 | [ 31 ] |
| Fundación Albacete | 1-4 | Atlético de Madrid       | C.D. Andrés Iniesta      | 2 de octubre | 13:00 | [ 32 ] |
| Rayo Vallecano     | 0-4 | F.C. Barcelona           | C.D. Rayo Vallecano      | 2 de octubre | 16:00 | [ 33 ] |

| Oiartzun K.E.            | 2-3 | Real Betis Féminas | Karla Lekuona            | 8 de octubre | 13:00 | [ 34 ] |
| Atlético de Madrid       | 4-1 | Sporting de Huelva | Cerro del Espino         | 8 de octubre | 18:30 | [ 35 ] |
| U.D. Granadilla Tenerife | 2-1 | R. C. D. Espanyol  | La Hoya del Pozo         | 8 de octubre | 19:00 | [ 36 ] |
| Real Sociedad            | 2-0 | Rayo Vallecano     | Instalaciones de Zubieta | 9 de octubre | 12:00 | [ 37 ] |
| Levante U.D.             | 2-1 | Fundación Albacete | El Terrer                | 9 de octubre | 12:00 | [ 38 ] |
| Valencia C.F.            | 1-0 | U.D. Tacuense      | Antonio Puchades         | 9 de octubre | 12:00 | [ 39 ] |
| Santa Teresa C.D.        | 1-2 | Athletic Club      | I.D.M. El Vivero         | 9 de octubre | 12:00 | [ 40 ] |
| F.C. Barcelona           | 3-0 | Zaragoza C.F.F.    | Miniestadi               | 9 de octubre | 16:00 | [ 41 ] |

| Zaragoza C.F.F.    | 2-1 | Real Sociedad            | Pedro Sancho            | 12 de octubre   | 11:00 | [ 42 ] |
| U.D. Tacuense      | 0-7 | Atlético de Madrid       | Pablos Abril            | 12 de octubre   | 11:30 | [ 43 ] |
| Fundación Albacete | 2-3 | U.D. Granadilla Tenerife | C.D. Andrés Iniesta     | 12 de octubre   | 12:00 | [ 44 ] |
| Sporting de Huelva | 1-1 | Levante U.D.             | Campos Fed. de La Orden | 12 de octubre   | 12:00 | [ 45 ] |
| Rayo Vallecano     | 1-1 | Santa Teresa C.D.        | C.D. Rayo Vallecano     | 12 de octubre   | 12:30 | [ 46 ] |
| Real Betis Féminas | 0-0 | Valencia C. F.           | C.D. Luis del Sol       | 12 de octubre   | 13:00 | [ 47 ] |
| R. C. D. Espanyol  | 1-6 | F.C. Barcelona           | C.D. Dani Jarque        | 2 de noviembre  | 20:30 | [ 48 ] |
| Athletic Club      | 4-0 | Oiartzun K.E.            | Instalaciones de Lezama | 15 de diciembre | 19:30 | [ 49 ] |

| F.C. Barcelona           | 7-0 | Fundación Albacete | Miniestadi              | 15 de octubre | 10:45 | [ 50 ] |
| Atlético de Madrid       | 2-1 | Real Betis Féminas | Polideportivo Santa Ana | 15 de octubre | 16:00 | [ 51 ] |
| Rayo Vallecano           | 2-1 | Zaragoza C.F.F.    | C.D. Rayo Vallecano     | 15 de octubre | 18:30 | [ 52 ] |
| Real Sociedad            | 1-1 | R. C. D. Espanyol  | Instalaciones de Lezama | 16 de octubre | 12:00 | [ 53 ] |
| U.D. Granadilla Tenerife | 4-3 | Sporting de Huelva | La Hoya del Pozo        | 16 de octubre | 12:00 | [ 54 ] |
| Levante U.D.             | 2-1 | U.D. Tacuense      | El Terrer               | 16 de octubre | 12:00 | [ 55 ] |
| Santa Teresa C.D.        | 2-2 | Oiartzun K.E.      | I.D.M. El Vivero        | 16 de octubre | 12:00 | [ 56 ] |
| Valencia C.F.            | 3-1 | Athletic Club      | Antonio Puchades        | 16 de octubre | 16:00 | [ 57 ] |

| R. C. D. Espanyol  | 0-3 | Rayo Vallecano           | C.D. Dani Jarque        | 29 de octubre | 10:45 | [ 58 ] |
| Sporting de Huelva | 0-1 | F.C. Barcelona           | Campos Fed. de La Orden | 30 de octubre | 11:30 | [ 59 ] |
| Zaragoza C.F.F.    | 0-0 | Santa Teresa C.D.        | Pedro Sancho            | 30 de octubre | 12:00 | [ 60 ] |
| Fundación Albacete | 1-1 | Real Sociedad            | C.D. Andrés Iniesta     | 30 de octubre | 12:00 | [ 61 ] |
| Athletic Club      | 1-2 | Atlético de Madrid       | Instalaciones de Lezama | 30 de octubre | 12:00 | [ 62 ] |
| Oiartzun K.E.      | 0-1 | Valencia C.F.            | Karla Lekuona           | 30 de octubre | 12:00 | [ 63 ] |
| U.D. Tacuense      | 1-1 | U.D. Granadilla Tenerife | Pablos Abril            | 30 de octubre | 13:00 | [ 64 ] |
| Real Betis Féminas | 1-2 | Levante U.D.             | C.D. Luis del Sol       | 30 de octubre | 15:30 | [ 65 ] |

| Atlético de Madrid       | 4-0 | Oiartzun K.E.      | Cerro del Espino        | 5 de noviembre | 10:45 | [ 66 ] |
| Levante U.D.             | 3-1 | Athletic Club      | El Terrer               | 5 de noviembre | 16:00 | [ 67 ] |
| U.D. Granadilla Tenerife | 4-0 | Real Betis Féminas | La Hoya del Pozo        | 5 de noviembre | 18:00 | [ 68 ] |
| Rayo Vallecano           | 3-1 | Fundación Albacete | C.D. Rayo Vallecano     | 6 de noviembre | 11:30 | [ 69 ] |
| Real Sociedad            | 1-2 | Sporting de Huelva | Instalaciones de Lezama | 6 de noviembre | 12:00 | [ 70 ] |
| Santa Teresa C.D.        | 0-0 | Valencia C. F.     | I.D.M. El Vivero        | 6 de noviembre | 12:00 | [ 71 ] |
| Zaragoza C.F.F.          | 2-1 | R. C. D. Espanyol  | Pedro Sancho            | 6 de noviembre | 12:00 | [ 72 ] |
| F.C. Barcelona           | 3-0 | U.D. Tacuense      | C.D. Joan Gamper        | 6 de noviembre | 16:00 | [ 73 ] |

| Valencia C. F.     | 1-1 | Atlético de Madrid       | Antonio Puchades        | 12 de noviembre | 16:00 | [ 74 ] |
| Athletic Club      | 2-0 | U.D. Granadilla Tenerife | Instalaciones de Lezama | 13 de noviembre | 10:45 | [ 75 ] |
| U.D. Tacuense      | 0-2 | Real Sociedad            | Pablos Abril            | 13 de noviembre | 11:00 | [ 76 ] |
| Fundación Albacete | 2-3 | Zaragoza C.F.F.          | C.D. Andrés Iniesta     | 13 de noviembre | 12:00 | [ 77 ] |
| Oiartzun K.E.      | 1-2 | Levante U.D.             | Karla Lekuona           | 13 de noviembre | 12:00 | [ 78 ] |
| Sporting de Huelva | 3-1 | Rayo Vallecano           | Campos Fed. de La Orden | 13 de noviembre | 12:15 | [ 79 ] |
| R.C.D. Espanyol    | 2-0 | Santa Teresa C.D.        | C.D. Dani Jarque        | 13 de noviembre | 12:30 | [ 80 ] |
| Real Betis Féminas | 1-1 | F. C. Barcelona          | C.D. Luis del Sol       | 13 de noviembre | 16:00 | [ 81 ] |

| Real Sociedad            | 0-2 | Real Betis Féminas | Instalaciones de Zubieta | 19 de noviembre | 10:45 | [ 82 ] |
| Levante U.D.             | 2-1 | Valencia C. F.     | Ciutat de Valencia       | 19 de noviembre | 16:00 | [ 83 ] |
| U.D. Granadilla Tenerife | 2-1 | Oiartzun K.E.      | La Hoya del Pozo         | 19 de noviembre | 18:00 | [ 84 ] |
| Rayo Vallecano           | 5-1 | U.D. Tacuense      | C.D. Rayo Vallecano      | 20 de noviembre | 11:30 | [ 85 ] |
| Zaragoza C.F.F.          | 1-1 | Sporting de Huelva | Pedro Sancho             | 20 de noviembre | 12:00 | [ 86 ] |
| Santa Teresa C.D.        | 1-3 | Atlético de Madrid | I.D.M. El Vivero         | 20 de noviembre | 12:00 | [ 87 ] |
| R. C. D. Espanyol        | 3-3 | Fundación Albacete | C.D. Dani Jarque         | 20 de noviembre | 12:15 | [ 88 ] |
| F.C. Barcelona           | 2-1 | Athletic Club      | C.D. Joan Gamper         | 20 de noviembre | 16:00 | [ 89 ] |

| Athletic Club      | 1-1 | Real Sociedad            | Instalaciones de Lezama | 2 de diciembre | 20:00 | [ 90 ] |
| Oiartzun K.E.      | 0-1 | F.C. Barcelona           | Karla Lekuona           | 3 de diciembre | 10:45 | [ 91 ] |
| Valencia C. F.     | 2-2 | U.D. Granadilla Tenerife | Antonio Puchades        | 3 de diciembre | 12:00 | [ 92 ] |
| Real Betis Féminas | 0-3 | Rayo Vallecano           | C.D. Luis del Sol       | 3 de diciembre | 16:00 | [ 93 ] |
| Fundación Albacete | 2-0 | Santa Teresa C.D.        | C.D. Andrés Iniesta     | 4 de diciembre | 12:00 | [ 94 ] |
| U.D. Tacuense      | 1-1 | Zaragoza C.F.F.          | Pablos Abril            | 4 de diciembre | 12:30 | [ 95 ] |
| Sporting de Huelva | 2-1 | R. C. D. Espanyol        | Campos Fed. de La Orden | 4 de diciembre | 12:15 | [ 96 ] |
| Atlético de Madrid | 5-0 | Levante U.D.             | Cerro del Espino        | 4 de diciembre | 16:00 | [ 97 ] |

| Real Sociedad            | 4-0 | Oiartzun K.E.      | Instalaciones de Zubieta | 6 de diciembre | 12:00 | [ 98 ]  |
| F. C. Barcelona          | 1-1 | Valencia C. F.     | C.D. Joan Gamper         | 7 de diciembre | 18:00 | [ 99 ]  |
| Fundación Albacete       | 3-3 | Sporting de Huelva | C.D. Andrés Iniesta      | 8 de diciembre | 12:00 | [ 100 ] |
| Rayo Vallecano           | 2-3 | Athletic Club      | C.D. Rayo Vallecano      | 8 de diciembre | 12:00 | [ 101 ] |
| Santa Teresa C.D.        | 0-3 | Levante U.D.       | I.D.M. El Vivero         | 8 de diciembre | 12:00 | [ 102 ] |
| R.C.D. Espanyol          | 2-0 | U.D. Tacuense      | C.D. Dani Jarque         | 8 de diciembre | 12:15 | [ 103 ] |
| U.D. Granadilla Tenerife | 0-0 | Atlético de Madrid | La Hoya del Pozo         | 8 de diciembre | 13:00 | [ 104 ] |
| Zaragoza C.F.F.          | 2-1 | Real Betis Féminas | Pedro Sancho             | 8 de diciembre | 15:00 | [ 105 ] |

| Santa Teresa C.D.  | 1-0 | Sporting de Huelva       | I.D.M. El Vivero        | 11 de diciembre | 12:00 | [ 106 ] |
| Real Betis Féminas | 2-1 | R. C. D. Espanyol        | C.D. Luis del Sol       | 11 de diciembre | 12:00 | [ 107 ] |
| Oiartzun K.E.      | 0-1 | Rayo Vallecano           | Karla Lekuona           | 11 de diciembre | 12:00 | [ 108 ] |
| Valencia C.F.      | 3-0 | Real Sociedad            | Antonio Puchades        | 11 de diciembre | 12:00 | [ 109 ] |
| Atlético de Madrid | 2-1 | F. C. Barcelona          | Vicente Calderón        | 11 de diciembre | 12:00 | [ 110 ] |
| Levante U.D.       | 3-2 | U.D. Granadilla Tenerife | El Terrer               | 11 de diciembre | 12:00 | [ 111 ] |
| U.D. Tacuense      | 1-1 | Fundación Albacete       | Pablos Abril            | 11 de diciembre | 13:00 | [ 112 ] |
| Athletic Club      | 4-0 | Zaragoza C.F.F.          | Instalaciones de Lezama | 11 de diciembre | 16:00 | [ 113 ] |

| Real Sociedad            | 0-1 | Atlético de Madrid | Instalaciones de Zubieta | 7 de enero | 10:15 | [ 114 ] |
| Fundación Albacete       | 0-2 | Real Betis Féminas | C.D. Andrés Iniesta      | 7 de enero | 16:00 | [ 115 ] |
| Sporting de Huelva       | 3-2 | U.D. Tacuense      | Campos Fed. de La Orden  | 8 de enero | 12:00 | [ 116 ] |
| Zaragoza C.F.F.          | 2-2 | Oiartzun K.E.      | Pedro Sancho             | 8 de enero | 12:00 | [ 117 ] |
| R. C. D. Espanyol        | 1-1 | Athletic Club      | C.D. Dani Jarque         | 8 de enero | 12:30 | [ 118 ] |
| Rayo Vallecano           | 0-1 | Valencia C.F.      | C.D. Rayo Vallecano      | 8 de enero | 12:30 | [ 119 ] |
| U.D. Granadilla Tenerife | 1-0 | Santa Teresa C.D.  | La Hoya del Pozo         | 8 de enero | 13:00 | [ 120 ] |
| F.C. Barcelona           | 4-0 | Levante U.D.       | Miniestadi               | 8 de enero | 16:00 | [ 121 ] |

### Segunda vuelta
| Rayo Vallecano     | 0-3 | Atlético de Madrid       | C.D. Rayo Vallecano      | 14 de enero | 10:45 | [ 122 ] |
| Real Sociedad      | 2-1 | Levante U.D.             | Instalaciones de Zubieta | 14 de enero | 16:00 | [ 123 ] |
| Zaragoza C.F.F.    | 0-4 | Valencia C.F.            | La Romareda              | 15 de enero | 12:00 | [ 124 ] |
| R. C. D. Espanyol  | 0-2 | Oiartzun K.E.            | C.D. Dani Jarque         | 15 de enero | 12:00 | [ 125 ] |
| Fundación Albacete | 3-1 | Athletic Club            | C.D. Andrés Iniesta      | 15 de enero | 12:00 | [ 126 ] |
| Sporting de Huelva | 0-2 | Real Betis Féminas       | Campos Fed. de La Orden  | 15 de enero | 12:15 | [ 127 ] |
| U.D. Tacuense      | 0-1 | Santa Teresa C.D.        | Pablos Abril             | 15 de enero | 13:00 | [ 128 ] |
| F.C. Barcelona     | 3-0 | U.D. Granadilla Tenerife | C.D. Joan Gamper         | 15 de enero | 16:00 | [ 129 ] |

| Valencia C. F.           | 0-0 | R. C. D. Espanyol  | Antonio Puchades        | 28 de enero | 10:45 | [ 130 ] |
| Atlético de Madrid       | 5-1 | Zaragoza C.F.F.    | Cerro del Espino        | 28 de enero | 13:30 | [ 131 ] |
| Santa Teresa C.D.        | 2-0 | F. C. Barcelona    | I.D.M. El Vivero        | 28 de enero | 16:00 | [ 132 ] |
| Levante U.D.             | 1-2 | Rayo Vallecano     | El Terrer               | 29 de enero | 12:00 | [ 133 ] |
| Oiartzun K.E.            | 2-1 | Fundación Albacete | Karla Lekuona           | 29 de enero | 12:00 | [ 134 ] |
| Athletic Club            | 4-0 | Sporting de Huelva | Instalaciones de Lezama | 29 de enero | 12:00 | [ 135 ] |
| U.D. Granadilla Tenerife | 0-1 | Real Sociedad      | La Hoya del Pozo        | 29 de enero | 13:00 | [ 136 ] |
| Real Betis Féminas       | 2-3 | U.D. Tacuense      | C.D. Luis del Sol       | 29 de enero | 16:00 | [ 137 ] |

| Real Sociedad      | 0-3 | F.C. Barcelona           | Instalaciones de Zubieta | 11 de febrero | 10:45 | [ 138 ] |
| R. C. D. Espanyol  | 1-2 | Atlético de Madrid       | C.D. Dani Jarque         | 11 de febrero | 16:00 | [ 139 ] |
| Rayo Vallecano     | 3-1 | U.D. Granadilla Tenerife | C.D. Rayo Vallecano      | 12 de febrero | 12:00 | [ 140 ] |
| Zaragoza C.F.F.    | 1-1 | Levante U.D.             | Pedro Sancho             | 12 de febrero | 12:00 | [ 141 ] |
| Fundación Albacete | 0-4 | Valencia C.F.            | C.D. Andrés Iniesta      | 12 de febrero | 12:00 | [ 142 ] |
| Sporting de Huelva | 2-0 | Oiartzun K.E.            | Nuevo Colombino          | 12 de febrero | 12:00 | [ 143 ] |
| U.D. Tacuense      | 0-2 | Athletic Club            | Pablos Abril             | 12 de febrero | 12:00 | [ 144 ] |
| Real Betis Féminas | 1-1 | Santa Teresa C.D.        | C.D. Luis del Sol        | 12 de febrero | 16:00 | [ 145 ] |

| Athletic Club            | 3-2 | Real Betis Féminas | Instalaciones de Lezama | 18 de febrero | 10:45 | [ 146 ] |
| Atlético de Madrid       | 1-0 | Fundación Albacete | Cerro del Espino        | 18 de febrero | 16:00 | [ 147 ] |
| Santa Teresa C.D.        | 1-0 | Real Sociedad      | I.D.M. El Vivero        | 19 de febrero | 12:00 | [ 148 ] |
| Levante U.D.             | 2-1 | R. C. D. Espanyol  | El Terrer               | 19 de febrero | 12:00 | [ 149 ] |
| Valencia C.F.            | 2-0 | Sporting de Huelva | Antonio Puchades        | 19 de febrero | 12:00 | [ 150 ] |
| Oiartzun K.E.            | 2-0 | U.D. Tacuense      | Karla Lekuona           | 19 de febrero | 12:00 | [ 151 ] |
| U.D. Granadilla Tenerife | 2-0 | Zaragoza C.F.F.    | La Hoya del Pozo        | 19 de febrero | 13:00 | [ 152 ] |
| F.C. Barcelona           | 3-0 | Rayo Vallecano     | Miniestadi              | 19 de febrero | 16:00 | [ 153 ] |

| Rayo Vallecano     | 1-0 Anulado (0-3)* | Real Sociedad            | C.D. Rayo Vallecano     | 25 de febrero | 10:45 | [ 154 ] |
| Zaragoza C.F.F.    | 0-6                | F.C. Barcelona           | Pedro Sancho            | 25 de febrero | 16:00 | [ 155 ] |
| Fundación Albacete | 3-5                | Levante U.D.             | C.D. Andrés Iniesta     | 26 de febrero | 12:00 | [ 156 ] |
| U.D. Tacuense      | 0-5                | Valencia C.F.            | Pablos Abril            | 26 de febrero | 12:00 | [ 157 ] |
| Athletic Club      | 2-1                | Santa Teresa C.D.        | Instalaciones de Lezama | 26 de febrero | 12:00 | [ 158 ] |
| Sporting de Huelva | 2-3                | Atlético de Madrid       | Campos Fed. de La Orden | 26 de febrero | 12:15 | [ 159 ] |
| R. C. D. Espanyol  | 1-1                | U.D. Granadilla Tenerife | C.D. Dani Jarque        | 26 de febrero | 12:30 | [ 160 ] |
| Real Betis Féminas | 1-0                | Oiartzun K.E.            | C.D. Luis del Sol       | 26 de febrero | 16:00 | [ 161 ] |

| Oiartzun K.E.            | 0-5  | Athletic Club      | Karla Lekuona            | 11 de marzo | 12:00 | [ 162 ] |
| Real Sociedad            | 6-1  | Zaragoza C.F.F.    | Instalaciones de Zubieta | 11 de marzo | 16:00 | [ 163 ] |
| F.C. Barcelona           | 5-0  | R. C. D. Espanyol  | Miniestadi               | 11 de marzo | 16:00 | [ 164 ] |
| Santa Teresa C.D.        | 0-2  | Rayo Vallecano     | I.D.M. El Vivero         | 12 de marzo | 12:00 | [ 165 ] |
| Levante U.D.             | 2-0  | Sporting de Huelva | El Terrer                | 12 de marzo | 12:00 | [ 166 ] |
| U.D. Granadilla Tenerife | 8-1  | Fundación Albacete | La Hoya del Pozo         | 12 de marzo | 13:00 | [ 167 ] |
| Atlético de Madrid       | 11-0 | U.D. Tacuense      | Cerro del Espino         | 12 de marzo | 15:30 | [ 168 ] |
| Valencia C.F.            | 5-0  | Real Betis Féminas | Antonio Puchades         | 12 de marzo | 16:00 | [ 169 ] |

| Fundación Albacete | 0-2 | F.C. Barcelona           | C.D. Andrés Iniesta     | 18 de marzo | 10:45 | [ 170 ] |
| Real Betis Féminas | 0-2 | Atlético de Madrid       | C.D. Luis del Sol       | 18 de marzo | 16:00 | [ 171 ] |
| Zaragoza C.F.F.    | 2-1 | Rayo Vallecano           | Pedro Sancho            | 19 de marzo | 12:00 | [ 172 ] |
| Oiartzun K.E.      | 0-1 | Santa Teresa C.D.        | Karla Lekuona           | 19 de marzo | 12:00 | [ 173 ] |
| R. C. D. Espanyol  | 1-3 | Real Sociedad            | C.D. Dani Jarque        | 19 de marzo | 12:15 | [ 174 ] |
| Sporting de Huelva | 1-1 | U.D. Granadilla Tenerife | Campos Fed. de La Orden | 19 de marzo | 12:15 | [ 175 ] |
| U.D. Tacuense      | 3-1 | Levante U.D.             | Pablos Abril            | 19 de marzo | 12:30 | [ 176 ] |
| Athletic Club      | 1-2 | Valencia C.F.            | Instalaciones de Lezama | 19 de marzo | 16:00 | [ 177 ] |

| Levante U.D.             | 2-1 | Real Betis Féminas | El Terrer                 | 25 de marzo | 10:45 | [ 178 ] |
| U.D. Granadilla Tenerife | 2-0 | U.D. Tacuense      | Heliodoro Rodríguez López | 25 de marzo | 18:00 | [ 179 ] |
| Rayo Vallecano           | 3-2 | R. C. D. Espanyol  | C.D. Rayo Vallecano       | 26 de marzo | 11:30 | [ 180 ] |
| Valencia C.F.            | 3-0 | Oiartzun K.E.      | Antonio Puchades          | 26 de marzo | 11:30 | [ 181 ] |
| Santa Teresa C.D.        | 1-1 | Zaragoza C.F.F.    | I.D.M. El Vivero          | 26 de marzo | 12:00 | [ 182 ] |
| Real Sociedad            | 1-0 | Fundación Albacete | Instalaciones de Zubieta  | 26 de marzo | 12:00 | [ 183 ] |
| F.C. Barcelona           | 5-1 | Sporting de Huelva | C.D. Joan Gamper          | 26 de marzo | 12:00 | [ 184 ] |
| Atlético de Madrid       | 1-1 | Athletic Club      | Vicente Calderón          | 26 de marzo | 12:00 | [ 185 ] |

| Oiartzun K.E.      | 1-4 | Atlético de Madrid       | Karla Lekuona           | 1 de abril | 10:45 | [ 186 ] |
| Athletic Club      | 3-2 | Levante U.D.             | Instalaciones de Lezama | 1 de abril | 12:00 | [ 187 ] |
| Fundación Albacete | 0-2 | Rayo Vallecano           | Carlos Belmonte         | 1 de abril | 12:30 | [ 188 ] |
| Valencia C.F.      | 2-0 | Santa Teresa C.D.        | Antonio Puchades        | 1 de abril | 16:00 | [ 189 ] |
| Sporting de Huelva | 2-3 | Real Sociedad            | Campos Fed. de La Orden | 2 de abril | 12:15 | [ 190 ] |
| R. C. D. Espanyol  | 0-2 | Zaragoza C.F.F.          | C.D. Dani Jarque        | 2 de abril | 12:30 | [ 191 ] |
| U.D. Tacuense      | 1-2 | F.C. Barcelona           | Pablos Abril            | 2 de abril | 12:30 | [ 192 ] |
| Real Betis Féminas | 1-3 | U.D. Granadilla Tenerife | C.D. Luis del Sol       | 2 de abril | 16:00 | [ 193 ] |

| U.D. Granadilla Tenerife | 4-0 | Athletic Club      | La Hoya del Pozo         | 14 de abril | 13:00 | [ 194 ] |
| Levante U.D.             | 2-1 | Oiartzun K.E.      | El Terrer                | 15 de abril | 10:45 | [ 195 ] |
| Atlético de Madrid       | 0-0 | Valencia C. F.     | Cerro del Espino         | 15 de abril | 14:30 | [ 196 ] |
| Rayo Vallecano           | 2-1 | Sporting de Huelva | C.D. Rayo Vallecano      | 16 de abril | 11:00 | [ 197 ] |
| Santa Teresa C.D.        | 3-0 | R. C. D. Espanyol  | I.D.M. El Vivero         | 16 de abril | 12:00 | [ 198 ] |
| Zaragoza C.F.F.          | 3-2 | Fundación Albacete | Pedro Sancho             | 16 de abril | 12:00 | [ 199 ] |
| Real Sociedad            | 8-1 | U.D. Tacuense      | Instalaciones de Zubieta | 16 de abril | 12:00 | [ 200 ] |
| F.C. Barcelona           | 3-0 | Real Betis Féminas | C.D. Joan Gamper         | 16 de abril | 16:00 | [ 201 ] |

| Atlético de Madrid | 5-0 | Santa Teresa C.D.        | Cerro del Espino        | 22 de abril | 10:45 | [ 202 ] |
| Real Betis Féminas | 1-0 | Real Sociedad            | C.D. Luis del Sol       | 22 de abril | 16:00 | [ 203 ] |
| Fundación Albacete | 0-2 | R.C.D. Espanyol          | C.D. Andrés Iniesta     | 23 de abril | 12:00 | [ 204 ] |
| Sporting de Huelva | 3-0 | Zaragoza C.F.F.          | Campos Fed. de La Orden | 23 de abril | 12:00 | [ 205 ] |
| U.D. Tacuense      | 0-2 | Rayo Vallecano           | Pablos Abril            | 23 de abril | 12:00 | [ 206 ] |
| Oiartzun K.E.      | 1-0 | U.D. Granadilla Tenerife | Karla Lekuona           | 23 de abril | 12:00 | [ 207 ] |
| Valencia C.F.      | 6-0 | Levante U.D.             | Mestalla                | 23 de abril | 12:00 | [ 208 ] |
| Athletic Club      | 0-4 | F.C. Barcelona           | Instalaciones de Lezama | 25 de abril | 18:30 | [ 209 ] |

| Rayo Vallecano           | 0-4  | Real Betis Féminas | C.D. Rayo Vallecano      | 29 de abril | 10:45 | [ 210 ] |
| Levante U.D.             | 0-3  | Atlético de Madrid | El Terrer                | 29 de abril | 12:00 | [ 211 ] |
| Santa Teresa C.D.        | 1-3  | Fundación Albacete | I.D.M. El Vivero         | 30 de abril | 12:00 | [ 212 ] |
| Zaragoza C.F.F.          | 0-1  | U.D. Tacuense      | Pedro Sancho             | 30 de abril | 12:00 | [ 213 ] |
| Real Sociedad            | 2-0  | Athletic Club      | Instalaciones de Zubieta | 30 de abril | 12:00 | [ 214 ] |
| R.C.D. Espanyol          | 2-1  | Sporting de Huelva | C.D. Dani Jarque         | 30 de abril | 12:30 | [ 215 ] |
| U.D. Granadilla Tenerife | 1-3  | Valencia C.F.      | La Hoya del Pozo         | 30 de abril | 13:00 | [ 216 ] |
| F.C. Barcelona           | 13-0 | Oiartzun K.E.      | C.D. Joan Gamper         | 2 de mayo   | 12:00 | [ 217 ] |

| Real Betis Féminas | 1-0 | Zaragoza C.F.F.          | C.D. Luis del Sol       | 6 de mayo | 10:45 | [ 218 ] |
| Valencia C. F.     | 0-1 | F. C. Barcelona          | Antonio Puchades        | 6 de mayo | 16:00 | [ 219 ] |
| Athletic Club      | 3-2 | Rayo Vallecano           | Instalaciones de Lezama | 7 de mayo | 11:00 | [ 220 ] |
| Oiartzun K.E.      | 1-1 | Real Sociedad            | Karla Lekuona           | 7 de mayo | 12:00 | [ 221 ] |
| Levante U.D.       | 4-0 | Santa Teresa C.D.        | El Terrer               | 7 de mayo | 12:00 | [ 222 ] |
| Sporting de Huelva | 2-2 | Fundación Albacete       | Campos Fed. de La Orden | 7 de mayo | 12:15 | [ 223 ] |
| U.D. Tacuense      | 0-0 | R. C. D. Espanyol        | Pablos Abril            | 7 de mayo | 12:30 | [ 224 ] |
| Atlético de Madrid | 3-0 | U.D. Granadilla Tenerife | Cerro del Espino        | 7 de mayo | 16:30 | [ 225 ] |

| R.C.D. Espanyol          | 2-0 | Real Betis Féminas | C.D. Dani Jarque         | 13 de mayo | 10:45 | [ 226 ] |
| F. C. Barcelona          | 1-1 | Atlético de Madrid | Miniestadi               | 13 de mayo | 17:15 | [ 227 ] |
| Zaragoza C.F.F.          | 1-3 | Athletic Club      | Pedro Sancho             | 14 de mayo | 12:00 | [ 228 ] |
| Sporting de Huelva       | 3-1 | Santa Teresa C.D.  | Campos Fed. de La Orden  | 14 de mayo | 12:15 | [ 229 ] |
| Fundación Albacete       | 2-1 | U.D. Tacuense      | C.D. Andrés Iniesta      | 14 de mayo | 12:15 | [ 230 ] |
| Rayo Vallecano           | 7-1 | Oiartzun K.E.      | C.D. Rayo Vallecano      | 14 de mayo | 12:30 | [ 231 ] |
| U.D. Granadilla Tenerife | 3-0 | Levante U.D.       | La Hoya del Pozo         | 14 de mayo | 13:00 | [ 232 ] |
| Real Sociedad            | 0-4 | Valencia C.F.      | Instalaciones de Zubieta | 14 de mayo | 16:15 | [ 233 ] |

| Atlético de Madrid | 2-1 | Real Sociedad            | Cerro del Espino        | 20 de mayo | 12:00 | [ 234 ] |
| Levante U.D.       | 2-1 | F. C. Barcelona          | El Terrer               | 20 de mayo | 12:00 | [ 235 ] |
| Real Betis Féminas | 3-1 | Fundación Albacete       | C.D. Luis del Sol       | 21 de mayo | 12:00 | [ 236 ] |
| Athletic Club      | 3-3 | R. C. D. Espanyol        | Instalaciones de Lezama | 21 de mayo | 12:00 | [ 237 ] |
| Oiartzun K.E.      | 0-2 | Zaragoza C.F.F.          | Karla Lekuona           | 21 de mayo | 12:00 | [ 238 ] |
| Valencia C.F.      | 4-1 | Rayo Vallecano           | Antonio Puchades        | 21 de mayo | 12:00 | [ 239 ] |
| Santa Teresa C.D.  | 2-1 | U.D. Granadilla Tenerife | Nuevo Vivero            | 21 de mayo | 12:00 | [ 240 ] |
| U.D. Tacuense      | 2-4 | Sporting de Huelva       | Pablos Abril            | 21 de mayo | 12:30 | [ 241 ] |

- La RFEF da la victoria a la Real Sociedad 0-3 por alineación indebida del Rayo Vallecano al realizar cinco sustituciones en vez de cuatro como establece la competición.[242]

### Tabla de Resultados
| Local \ Visitante  | ATH | ATM | FCB | BET | ESP | ALB | TFE | LEV | OIA  | RAY | RSO  | STE | SPO | TAC  | VAL | ZAR |
| ------------------ | --- | --- | --- | --- | --- | --- | --- | --- | ---- | --- | ---- | --- | --- | ---- | --- | --- |
| Athletic Club      | —   | 1-2 | 0-4 | 3-2 | 3-3 | 2-0 | 2-0 | 3-2 | 4-0  | 3-2 | 1-1  | 2-1 | 4-0 | 7-0  | 1-2 | 5-1 |
| Atlético de Madrid | 1-1 | —   | 2-1 | 2-1 | 6-0 | 1-0 | 3-0 | 5-0 | 7-0  | 2-0 | 2-1  | 5-0 | 4-1 | 11-0 | 0-0 | 4-1 |
| F. C. Barcelona    | 2-1 | 1-1 | —   | 3-0 | 5-0 | 7-0 | 3-0 | 4-0 | 13-0 | 3-0 | 2-0  | 6-0 | 5-1 | 3-0  | 1-1 | 3-0 |
| Real Betis Féminas | 1-2 | 0-2 | 1-1 | —   | 2-1 | 3-1 | 1-3 | 1-2 | 1-0  | 0-3 | 1-0  | 1-1 | 3-4 | 2-3  | 0-0 | 1-0 |
| R. C. D. Espanyol  | 1-1 | 1-2 | 1-6 | 2-0 | —   | 3-3 | 1-1 | 1-3 | 0-2  | 0-3 | 1-3  | 2-0 | 2-1 | 2-0  | 0-2 | 0-2 |
| Fundación Albacete | 3-1 | 1-4 | 0-2 | 0-2 | 0-2 | —   | 2-3 | 3-5 | 2-0  | 0-2 | 1-1  | 2-0 | 3-3 | 2-1  | 0-4 | 2-3 |
| U.D.G. Tenerife    | 4-0 | 0-0 | 0-4 | 4-0 | 2-1 | 8-1 | —   | 3-0 | 2-1  | 4-1 | 0-1  | 1-0 | 4-3 | 2-0  | 1-3 | 2-0 |
| Levante U.D.       | 3-1 | 0-3 | 2-1 | 2-1 | 2-1 | 2-1 | 3-2 | —   | 2-1  | 1-2 | 0-0  | 4-0 | 2-0 | 2-1  | 2-1 | 3-0 |
| Oiartzun K.E.      | 0-5 | 1-4 | 0-1 | 2-3 | 0-0 | 2-1 | 1-0 | 1-2 | —    | 0-1 | 1-1  | 0-1 | 1-1 | 2-0  | 0-1 | 0-2 |
| Rayo Vallecano     | 2-3 | 0-3 | 0-4 | 0-4 | 3-2 | 3-1 | 3-1 | 0-2 | 7-1  | —   | 0-3* | 1-1 | 2-1 | 5-1  | 0-1 | 2-1 |
| Real Sociedad      | 2-0 | 0-1 | 0-3 | 0-2 | 1-1 | 1-0 | 0-0 | 2-1 | 4-0  | 2-0 | —    | 0-1 | 1-2 | 8-1  | 0-4 | 6-1 |
| Santa Teresa C.D.  | 1-2 | 1-3 | 2-0 | 3-0 | 3-0 | 1-3 | 2-1 | 0-3 | 2-2  | 0-2 | 1-0  | —   | 1-0 | 3-0  | 0-0 | 1-1 |
| Sporting de Huelva | 1-1 | 2-3 | 0-1 | 0-2 | 2-1 | 2-2 | 1-1 | 1-1 | 2-0  | 3-1 | 2-3  | 3-1 | —   | 3-2  | 0-0 | 3-0 |
| U.D. Tacuense      | 0-2 | 0-7 | 1-2 | 0-0 | 0-0 | 1-1 | 1-1 | 1-3 | 3-3  | 0-2 | 0-2  | 0-1 | 2-4 | —    | 0-5 | 1-1 |
| Valencia C. F.     | 3-1 | 1-1 | 0-1 | 5-0 | 0-0 | 4-0 | 2-2 | 6-0 | 3-0  | 4-1 | 3-0  | 2-0 | 2-0 | 1-0  | —   | 5-0 |
| Zaragoza C.F.F.    | 1-3 | 2-2 | 0-6 | 2-1 | 2-1 | 3-2 | 1-1 | 1-1 | 2-2  | 2-1 | 2-1  | 0-0 | 1-1 | 0-1  | 0-4 | —   |

- El Rayo Vallecano ganó 1-0 frente a la Real Sociedad pero la RFEF le otorgó la victoria por 0-3 a la Real Sociedad por alineación indebida del Rayo Vallecano.

## Televisión
Los canales de televisión  y  retrasmiten partidos de la liga, normalmente los tres más destacados de cada jornada.

## Estadios

### Asistencias
Los partidos con mayor número de espectadores han sido:
- Valencia C. F. 6-0 Levante U.D. con 17.000 espectadores.
- Atlético de Madrid 2-1 F. C. Barcelona con 13.935 espectadores.
- Atlético de Madrid 1-1 Athletic Club con 10.642 espectadores.
- Levante U.D. 2-1 Valencia C. F. con 8.122 espectadores.
- U.D.G. Tenerife 2-0 U.D. Tacuense con 7.497 espectadores.
- F. C. Barcelona 1-1 Atlético de Madrid con 6.268 espectadores.
- Fundación Albacete 0-2 Rayo Vallecano con 3.517 espectadores.
- Sporting de Huelva 2-0 Oiartzun K.E. con 3.400 espectadores.
- Zaragoza C.F.F. 0-4 Valencia C. F. con 3.150 espectadores.

### Partidos
Varios clubes han decidido celebrar partidos de la Liga Iberdrola en estos estadios:
Jornada 5:
- F. C. Barcelona 3-0 Zaragoza C.F.F. en el Miniestadi.

Jornada 7:
- F. C. Barcelona 7-0 Fundación Albacete en el Miniestadi.

Jornada 11:
- Levante U.D. 2-1 Valencia C. F. en el estadio Ciutat de Valencia.

Jornada 14:
- Atlético de Madrid 2-1 F. C. Barcelona en el estadio Vicente Calderón.

Jornada 15:
- F. C. Barcelona 4-0 Levante U.D. en el Miniestadi.

Jornada 16:
- Zaragoza C.F.F. 0-4 Valencia C. F. en el estadio de La Romareda.

Jornada 18:
- Sporting de Huelva 2-0 Oiartzun K.E. en el estadio Nuevo Colombino.

Jornada 19:
- F. C. Barcelona 3-0 Rayo Vallecano en el Miniestadi.

Jornada 21:
- F. C. Barcelona 5-0 R. C. D. Espanyol en el Miniestadi.

Jornada 23:
- U.D.G. Tenerife 2-0 U.D. Tacuense en el estadio Heliodoro Rodríguez López.
- Atlético de Madrid 1-1 Athletic Club en el estadio Vicente Calderón.

Jornada 24:
- Fundación Albacete 0-2 Rayo Vallecano en el estadio Carlos Belmonte.

Jornada 26:
- Valencia C. F. 6-0 Levante U.D. en el estadio de Mestalla.

Jornada 29:
- F. C. Barcelona 1-1 Atlético de Madrid en el Miniestadi.

## Datos y estadísticas

### Máximas goleadoras
| Pos.           | Jugadora               | Club                     | Goles |
| -------------- | ---------------------- | ------------------------ | ----- |
| 1.ª            | Jennifer Hermoso       | F.C. Barcelona           | 35    |
| 2.ª            | Sonia Bermúdez         | Atlético de Madrid       | 32    |
| 3.ª            | Mari Paz Vilas         | Valencia C. F.           | 28    |
| 4.ª            | Natalia Pablos         | Rayo Vallecano           | 21    |
| 5.ª            | Charlyn Corral         | Levante U.D.             | 20    |
| 6.ª            | Yulema Corres          | Athletic Club            | 18    |
| 7.ª            | Nahikari García        | Real Sociedad            | 15    |
| 7.ª            | Esther González        | Atlético de Madrid       | 15    |
| 7.ª            | María José Pérez       | Levante U.D.             | 15    |
| 10.ª           | Olga García            | F. C. Barcelona          | 14    |
| 10.ª           | Paula Moreno           | Real Betis Féminas       | 14    |
| 12.ª           | Nekane Díez            | Athletic Club            | 12    |
| 12.ª           | Anita Hernández        | Sporting de Huelva       | 12    |
| 12.ª           | Cristina Martín-Prieto | Sporting de Huelva       | 12    |
| 15.ª           | Estefanía Lima         | Santa Teresa C.D.        | 10    |
| 15.ª           | Alexia Putellas        | F. C. Barcelona          | 10    |
| 15.ª           | Luana Spindler         | U.D. Granadilla Tenerife | 10    |
| 15.ª           | Erika Vázquez          | Athletic Club            | 10    |
| 19.ª           | Priscila Borja         | Atlético de Madrid       | 9     |
| 19.ª           | Nuria Mallada          | Zaragoza C.F.F.          | 9     |
| Fuente: LaLiga |                        |                          |       |

### Porteras menos goleadas
| Pos. | Jugadora          | Club                     | Goles Encajados | Partidos | Cociente |
| ---- | ----------------- | ------------------------ | --------------- | -------- | -------- |
| 1.ª  | Christiane Endler | Valencia C.F.            | 9               | 23       | 0,39     |
| 2.ª  | Sandra Paños      | F. C. Barcelona          | 10              | 22       | 0,45     |
| 3.ª  | Lola Gallardo     | Atlético de Madrid       | 13              | 23       | 0,56     |
| 4.ª  | Émmeline Mainguy  | Santa Teresa C.D.        | 42              | 26       | 0,61     |
| 5.ª  | Noelia Bermúdez   | Levante U.D.             | 30              | 19       | 0,63     |
| 6.ª  | Ainhoa Tirapu     | Athletic Club            | 38              | 26       | 0,68     |
| 7.ª  | Noelia Ramos      | U.D. Granadilla Tenerife | 20              | 16       | 0,8      |
| 8.ª  | Mariasun Quiñones | Real Sociedad            | 19              | 19       | 1        |

### Tripletes o más
| Jugadora         | Goles | Equipo                   | Rival              | Resultado | Jornada | Ref.    |
| ---------------- | ----- | ------------------------ | ------------------ | --------- | ------- | ------- |
| Mari Paz Vilas   | 3     | Valencia C. F.           | Zaragoza C.F.F.    | 5-0       | 1       | [ 243 ] |
| Paula Moreno     | 3     | Real Betis Féminas       | Sporting de Huelva | 3-4       | 1       | [ 244 ] |
| Yulema Corres    | 3     | Athletic Club            | U.D. Tacuense      | 7-0       | 3       | [ 245 ] |
| Sonia Bermúdez   | 3     | Atlético de Madrid       | R. C. D. Espanyol  | 6-0       | 3       | [ 246 ] |
| Alexia Putellas  | 3     | F. C. Barcelona          | Rayo Vallecano     | 0-4       | 4       | [ 247 ] |
| Sonia Bermúdez   | 3     | Atlético de Madrid       | Fundación Albacete | 1-4       | 4       | [ 248 ] |
| Luana Spindler   | 3     | U.D. Granadilla Tenerife | Fundación Albacete | 2-3       | 6       | [ 249 ] |
| Esther González  | 3     | Atlético de Madrid       | U.D. Tacuense      | 0-7       | 6       | [ 250 ] |
| Jennifer Hermoso | 3     | F. C. Barcelona          | R. C. D. Espanyol  | 1-6       | 6       | [ 251 ] |
| Erika Vázquez    | 3     | Athletic Club            | Oiartzun K.E.      | 4-0       | 6       | [ 252 ] |
| Olga García      | 3     | F. C. Barcelona          | Fundación Albacete | 7-0       | 7       | [ 253 ] |
| Luana Spindler   | 4     | U.D. Granadilla Tenerife | Sporting de Huelva | 4-3       | 7       | [ 254 ] |
| Nahikari García  | 3     | Real Sociedad            | Oiartzun K.E.      | 4-0       | 13      | [ 255 ] |
| Charlyn Corral   | 3     | Levante U.D.             | Fundación Albacete | 3-5       | 20      | [ 256 ] |
| Sonia Bermúdez   | 3     | Atlético de Madrid       | U.D. Tacuense      | 11-0      | 21      | [ 257 ] |
| Marta Corredera  | 3     | Atlético de Madrid       | U.D. Tacuense      | 11-0      | 21      | [ 257 ] |
| Jennifer Hermoso | 3     | F. C. Barcelona          | Athletic Club      | 0-4       | 26      | [ 258 ] |
| Jennifer Hermoso | 6     | F. C. Barcelona          | Oiartzun K.E.      | 13-0      | 27      | [ 259 ] |
| Carmen María     | 3     | Rayo Vallecano           | Oiartzun K.E.      | 7-1       | 29      | [ 260 ] |

### Jugadora de la jornada
| Jornada | Jugadora          | Equipo                   | Ref.    |
| ------- | ----------------- | ------------------------ | ------- |
| 1.º     | –                 | –                        | -       |
| 2.º     | Nuria Mallada     | Zaragoza C.F.F.          | [ 261 ] |
| 3.º     | Yulema Corres     | Athletic Club            | [ 262 ] |
| 4.º     | Nayadet López     | Santa Teresa C.D.        | [ 263 ] |
| 5.º     | Rosita Márquez    | Real Betis Féminas       | [ 264 ] |
| 6.º     | Ana González      | Real Betis Féminas       | [ 265 ] |
| 7.º     | Luana Spindler    | U.D. Granadilla Tenerife | [ 266 ] |
| 8.º     | Rosita Márquez    | Real Betis Féminas       | [ 267 ] |
| 9.º     | Silvia Doblado    | U.D. Granadilla Tenerife | [ 268 ] |
| 10.º    | Nuria Mallada     | Zaragoza C.F.F.          | [ 269 ] |
| 11.º    | Miriam López      | Real Betis Féminas       | [ 270 ] |
| 12.º    | Raquel Carreño    | Rayo Vallecano           | [ 271 ] |
| 13.º    | Nahikari García   | Real Sociedad            | [ 272 ] |
| 14.º    | Estefanía Lima    | Santa Teresa C.D.        | [ 273 ] |
| 15.º    | Miriam López      | Real Betis Féminas       | [ 274 ] |
| 16.º    | Bea Parra         | Real Betis Féminas       | [ 275 ] |
| 17.º    | Chica             | Santa Teresa C.D.        | [ 276 ] |
| 18.º    | Nayeli Rangel     | Sporting de Huelva       | [ 277 ] |
| 19.º    | Laura Fernández   | Atlético de Madrid       | [ 278 ] |
| 20.º    | Rosita Márquez    | Real Betis Féminas       | [ 279 ] |
| 21.º    | Thais Picarte     | Sporting de Huelva       | [ 280 ] |
| 22.º    | Celia Ruano       | U.D. Tacuense            | [ 281 ] |
| 23.º    | Marta Rubio       | Santa Teresa C.D.        | [ 282 ] |
| 24.º    | Christiane Endler | Valencia C. F.           | [ 283 ] |
| 25.º    | Leyre Fernández   | Real Sociedad            | [ 284 ] |
| 26.º    | Eli del Estal     | R. C. D. Espanyol        | [ 285 ] |
| 27.º    | Eli del Estal     | R. C. D. Espanyol        | [ 286 ] |
| 28.º    | Mimi              | R. C. D. Espanyol        | [ 287 ] |
| 29.º    | Leles             | Valencia C. F.           | [ 288 ] |
| 30.º    | Bea Parra         | Real Betis Féminas       | [ 289 ] |

### Once de la temporada
Mejor equipo de la temporada elegido por las capitanas y los entrenadores de los 16 equipos de la competición y los aficionados:
| Portera           | Defensoras                                           | Centrocampistas                            | Delanteras                                            |
| ----------------- | ---------------------------------------------------- | ------------------------------------------ | ----------------------------------------------------- |
| Christiane Endler | Kenti Robles Andrea Pereira Mapi León Marta Torrejón | Amanda Sampedro Maite Oroz Claudia Zornoza | Cristina Martín-Prieto Nahikari García Charlyn Corral |

### Cambios de entrenadores
| Equipo            | Entrenador                | Jornadas | Ref.    |
| ----------------- | ------------------------- | -------- | ------- |
| R. C. D. Espanyol | Antonio Polidano          | 1 - 9    | [ 290 ] |
| R. C. D. Espanyol | Luismi Marín              | 9 - 24   | [ 291 ] |
| R. C. D. Espanyol | Rubén Rodríguez           | 24 - ... | [ 292 ] |
| U.D. Tacuense     | Javier Márquez            | 1 - 10   | [ 293 ] |
| U.D. Tacuense     | Zeben González (interino) | 10 - 11  | -       |
| U.D. Tacuense     | Fanfi Herrera             | 12 - 26  | [ 294 ] |
| U.D. Tacuense     | Emiliano Hernández        | 26 - ... | [ 295 ] |

### Datos de anotaciones
- Primer gol de la temporada: Athletic Club 1-0 Fundación Albacete (Eunate Arraiza)

- Último gol de la temporada: U.D. Tacuense 2-4 Sporting de Huelva (Sandra Bernal)

- Gol más rápido: Yulema Corres (Athletic Club) min. 1: Rayo Vallecano 2-3 Athletic Club / Luana de Lima (R. C. D. Espanyol) min. 1: R. C. D. Espanyol 1-1 U.D. Granadilla Tenerife / Silvia Doblado (U.D. Granadilla Tenerife) min. 1: Santa Teresa C.D. 2-1 U.D. Granadilla Tenerife

- Gol más tardío: Nahikari García (Real Sociedad) min. 95: Zaragoza C.F.F. 2-1 Real Sociedad / Ana González (U.D. Granadilla Tenerife) min. 95: Real Betis Féminas 1-3 U.D. Granadilla Tenerife

- Mayor número de goles marcados en un partido: F. C. Barcelona 13-0 Oiartzun K.E.

- Mayor victoria de local: F. C. Barcelona 13-0 Oiartzun K.E.

- Mayor victoria de visitante: U.D. Tacuense 0-7 Atlético de Madrid